# 威洛克里克鎮區 (北達科他州麥克亨利縣)
威洛克里克鎮區（英語：Willow Creek Township）是位於美國北達科他州麥克亨利縣的一個鎮區。

## 地方資料
威洛克里克鎮區的面積為94.15平方千米，當中陸地面積為93.85平方千米，而水域面積為0.29平方千米。根據2020年美國人口普查的數據，當地共有人口43人，而人口密度為每平方千米0.46人。